# Tomopterna delalandii
Tomopterna delalandii és una espècie de granota que viu al sud d'Àfrica.
Està amenaçada d'extinció per la pèrdua del seu hàbitat natural.